# 52337 Комптон
52337 Комптон (52337 Compton) — астероїд головного поясу, відкритий 2 вересня 1992 року.
Тіссеранів параметр щодо Юпітера — 3,498.